# Glenea diversemaculata
Glenea diversemaculata là một loài bọ cánh cứng trong họ Cerambycidae.